# Adele Ammendola
Adele Ammendola (Napoli, 12 ottobre 1963) è una giornalista italiana.

## Biografia
Diviene giornalista professionista il 16 gennaio 1987. Dopo aver condotto per anni il TGR della Campania per la RAI, diventa membro della redazione del TG2, dove realizza abitualmente servizi di cronaca. 
Dal 1994 al 1999 ha condotto l'edizione delle 13.00, dal 1999 conduce l'edizione delle 20.30 e dal 2010 al 2012 ha condotto anche l'edizione delle 18.15. Oltre molti speciali di politica e di esteri in prima serata.
Dopo essersi occupata per anni di cronaca diventa caposervizio alla redazione interni del TG2, quindi vicecaporedattore; in seguito dal 2018 torna ad occuparsi nella redazione cultura, dove era stata brevemente, di una delle sue tante passioni, il cinema, seguendo le più grandi manifestazioni da Cannes a Venezia, agli Oscar e realizzando numerose interviste ad attori e registi italiani e stranieri. Nel 2015 è stata narratrice di una puntata del programma Techetechete'.

### Premi
Nel 2000 ha vinto il Premio Cimitile, nella sezione giornalismo “Antonio Ravel”.